# 50-talet f.Kr.

## Händelser
- 58–51 f.Kr. – Galliska kriget utspelas.
- 53 f.Kr. – Slaget vid Carrhae utkämpas mellan Romerska republiken och Partien.

## Födda
- 52 f.Kr. – Juba II, kung av Numidien och Mauretania.

## Avlidna
- Omkring 55 f.Kr. – Tigran II, kung av Armenien.